# Cruguel
Cruguel (bretonisch: Krugell, Gallo: Crugèu) ist eine französische Gemeinde mit 661 Einwohnern (Stand 1. Januar 2022) im Département Morbihan in der Region Bretagne.

## Geographie
Cruguel liegt im Nordosten des Départements Morbihan und gehört zum Pays de Josselin.
Nachbargemeinden sind Guégon im Norden, Saint-Servant im Osten, Lizio im Südosten, Plumelec im Süden, Billio im Westen sowie Guéhenno im Nordwesten.
Der Ort liegt nahe bei Straßen für den überregionalen Verkehr. Die für die Gemeinde wichtigste regionale Straßenverbindung ist die D126 zwischen Plumelec und Josselin, die westlich des Orts von Süden nach Norden durchs Gemeindegebiet führt. Der nächstgelegene Anschluss an die N 24 ist rund zwölf Kilometer weiter nördlich bei Josselin.
Die bedeutendsten Gewässer sind die Bäche Chênaie und Sédon. Diese bilden teilweise die Gemeindegrenze. Zudem gibt es einige kleine Teiche auf dem Gemeindegebiet. Nur ein geringer Teil des Gemeindeareals ist von Waldgebieten bedeckt.

## Bevölkerungsentwicklung
| Jahr      | 1962 | 1968 | 1975 | 1982 | 1990 | 1999 | 2006 | 2019 |
| Einwohner | 796  | 752  | 696  | 687  | 618  | 595  | 625  | 655  |

## Geschichte
Die Gemeinde gehört historisch zur bretonischen Region Bro Gwened (frz. Vannetais) und innerhalb dieser Region zum Gebiet Reter Bro Gwened (frz. Vannetais oriental) und teilt dessen Geschichte. Von 1801 bis zu dessen Auflösung am 10. September 1926 gehörte sie zum Arrondissement Ploërmel. Von 1793 bis 1801 gehörte Cruguel zum Kanton Plumelec. Seither ist sie dem Kanton Josselin zugeteilt.

## Sehenswürdigkeiten

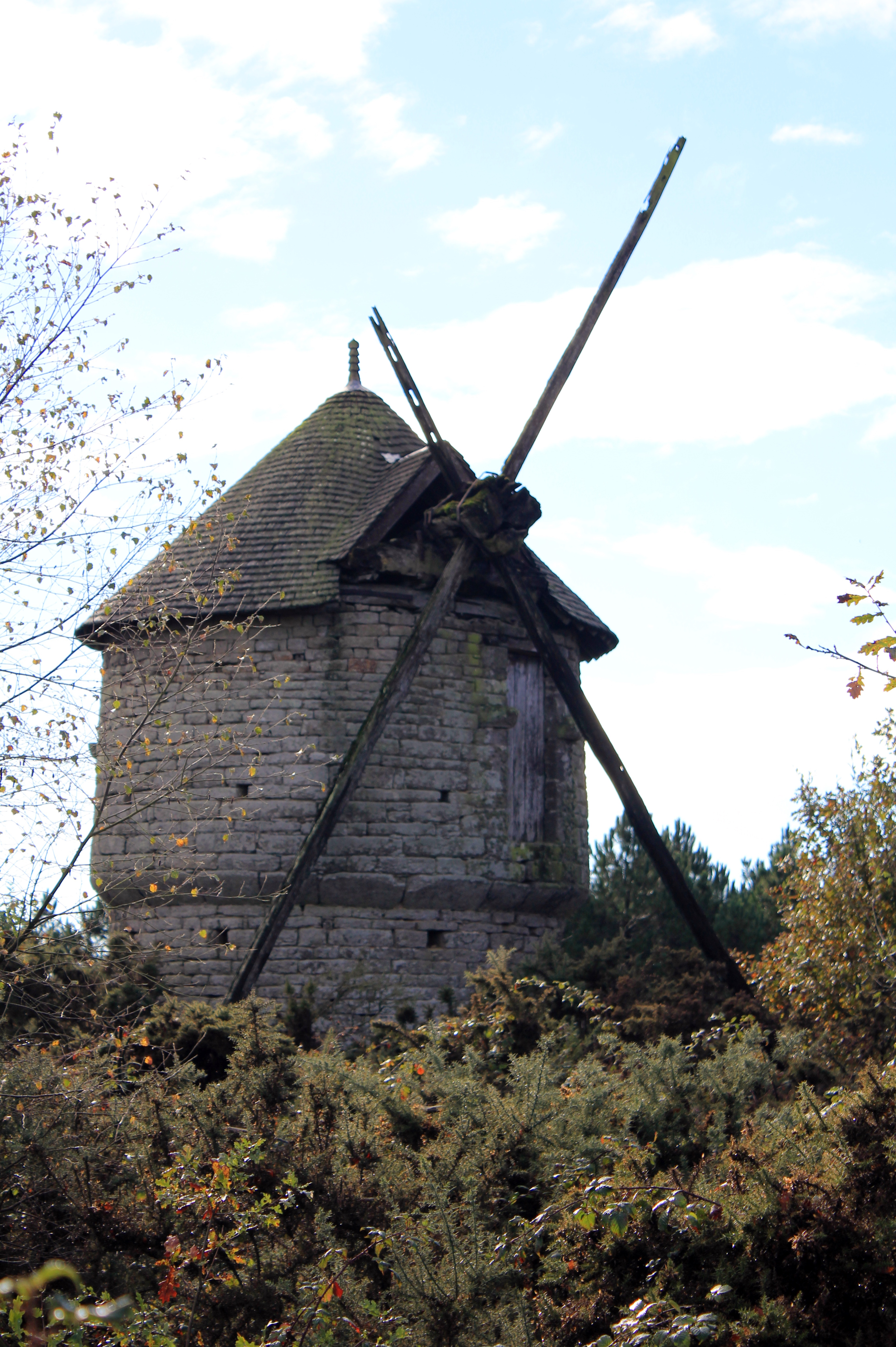
Windmühle von Timbrieux

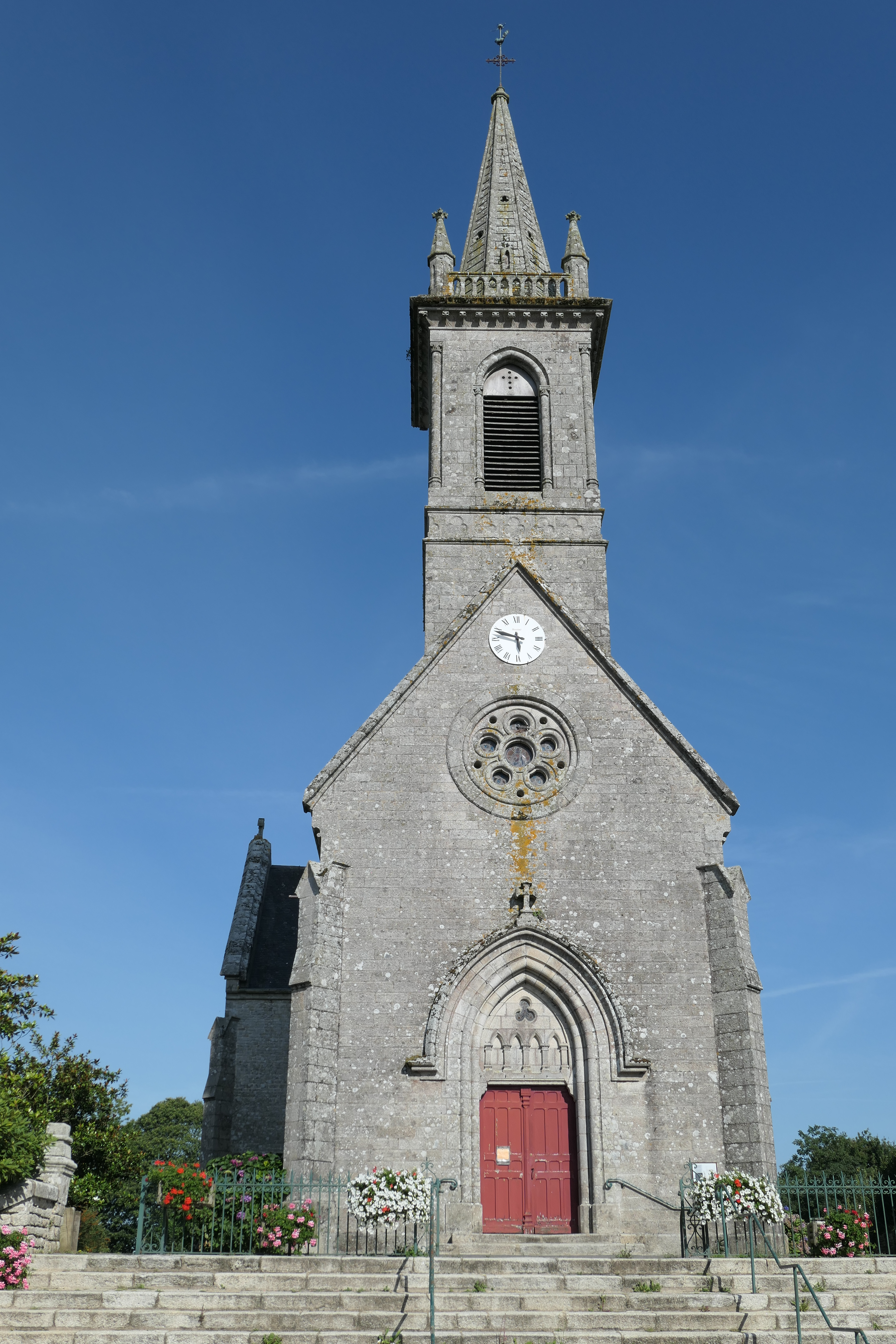
Kirche Saint-Brieuc

- Kirche Saint-Brieuc, erbaut 1876–1879 (Monument historique)
- Kapelle Saint-Yves aus dem Jahr 1850
- Kapelle Les Timbrieux aus dem Jahr 1735
- Kreuz von Maison-Neuve aus dem 18. Jahrhundert
- Schloss Les Timbrieux aus dem Jahr 1735 (Monument historique)
- alte Häuser Maison du Bourg im Ortszentrum aus dem Jahr 1645 und Ville-au-Lau aus dem 16. Jahrhundert
- Öffentlicher Waschplatz Saint-Brieuc bei der Dorfkirche aus dem 17. Jahrhundert
- drei alte Mühlen (alles Wassermühlen) in Chênaie, Château-Merlet und Timbrieux (16. Jahrhundert; Monument historique)

Quelle: